# Paepalanthus luteolus
Paepalanthus luteolus là một loài thực vật có hoa trong họ Eriocaulaceae. Loài này được Silveira mô tả khoa học đầu tiên năm 1928.